# Kamlabai Gokhale
Kamlabai Gokhale (Bombay, 1900 - Pune, 17 mei 1997) was een van de eerste Indiase actrices samen met haar moeder Durgabai Kamat.

## Biografie
Gokhale's ouders scheidden toen ze drie jaar oud was. Gezien haar moeder er alleen voor stond besloot ze samen met haar dochter aan te sluiten bij de rondreizende theatergroep Maharashtra Company om inkomsten te genereren. Gokhale trad al op toen ze vijf jaar oud was. Haar eerste echt rol was dat van een huishoudster in het toneelstuk Chandragupta, ook speelde ze in stukken van William Shakespeare, soms in mannelijke rollen. Ze reisden met 80 ossenkarren, beladen met attributen en 125 leden, naar plaatsen als Kashi, Karnataka, Goa, Dharwad en Nashik waar ze Dadasaheb Phalke ontmoette in 1912-1913. Phalke ving op dat de groep komende vijf maanden geen optredens zouden hebben en benaderde de groepsleider of hij de actrices mocht lenen voor zijn film Mohini Bhasmasur. Allen stemden toe en Gokhale en haar moeder gingen met Phalke mee. De opnames voor de film namen zes maanden in beslag. Gokhale en haar moeder keerden terug naar de theatergroep.
Het jaar daarop trouwde ze met Raghunathrao Gokhale. Hij trad op bij de Kirloskar Natak Company, waar hij meestal vrouwelijke rollen vervulde. Maar hij kreeg de baard in de keel en dus verhuisde hij naar de theatergroep van zijn broer, de groep waar Gokhale en haar moeder werkten. Het jonge stel werd gecast als de nieuwe hoofdrolspelers van de groep.
Gokhale werd weduwe toen ze zwanger was van haar derde zoon. Om haar kinderen te onderhouden trad ze op voor verschillende theatergroepen tot haar vijftigste en had ze daarnaast nog een filmcarrière waarin ze actief was tot 1980. Ze is de moeder van Marathi acteur Chandrakant Gokhale, grootmoeder van Hindi film en televisie persoonlijkheden Vikram Gokhale en Mohan Gokhale, overgrootmoeder van Marathi actrice Sakhi Gokhale.
In 1992 werd haar biografische documentaire Kamlabai uitgebracht.

## Filmografie
| Jaar | Film                     | Rol        |
| ---- | ------------------------ | ---------- |
| 1913 | Mohini Bhasmasur         | Mohini     |
| 1931 | Devi Devayani            | Sharmistha |
| 1932 | Sheil Bala               |            |
| 1932 | Niti Vijay               |            |
| 1932 | Char Chakram             |            |
| 1932 | Bhutio Mahal             |            |
| 1933 | Rajrani Meera            |            |
| 1933 | Mirza Sahiban            |            |
| 1933 | Lal-e-Yaman              | Lalarukh   |
| 1933 | Krishna Sudama           |            |
| 1933 | Chandrahasa              |            |
| 1933 | Bhool Bhulaiyan          |            |
| 1933 | Bhola Shikar             |            |
| 1933 | Aurat Ka Dil             |            |
| 1934 | Gunsundari               | Sushila    |
| 1934 | Ambarish                 |            |
| 1934 | Afghan Abla              |            |
| 1935 | Bikhare Moti             |            |
| 1935 | Barrister's Wife         |            |
| 1936 | Prabhu Ka Pyara          |            |
| 1936 | Be Kharab Jan            |            |
| 1936 | Aakhri Galti             |            |
| 1938 | Street Singer            |            |
| 1938 | Chabukwali               |            |
| 1939 | Garib Ka Lal             |            |
| 1942 | Basant                   |            |
| 1944 | Stunt King               |            |
| 1946 | Sona Chandi              |            |
| 1946 | Haqdar                   |            |
| 1949 | Navajeevanam             | Kamla      |
| 1952 | Aladdin Aur Jadui Chirag |            |
| 1954 | Nastik                   | Kamla      |
| 1962 | Private Detective        |            |
| 1967 | Balyakalasakhi           |            |
| 1971 | Hulchul                  |            |
| 1972 | Ek Nazar                 |            |
| 1980 | Gehrayee                 |            |